# Irrgarten Altjeßnitz

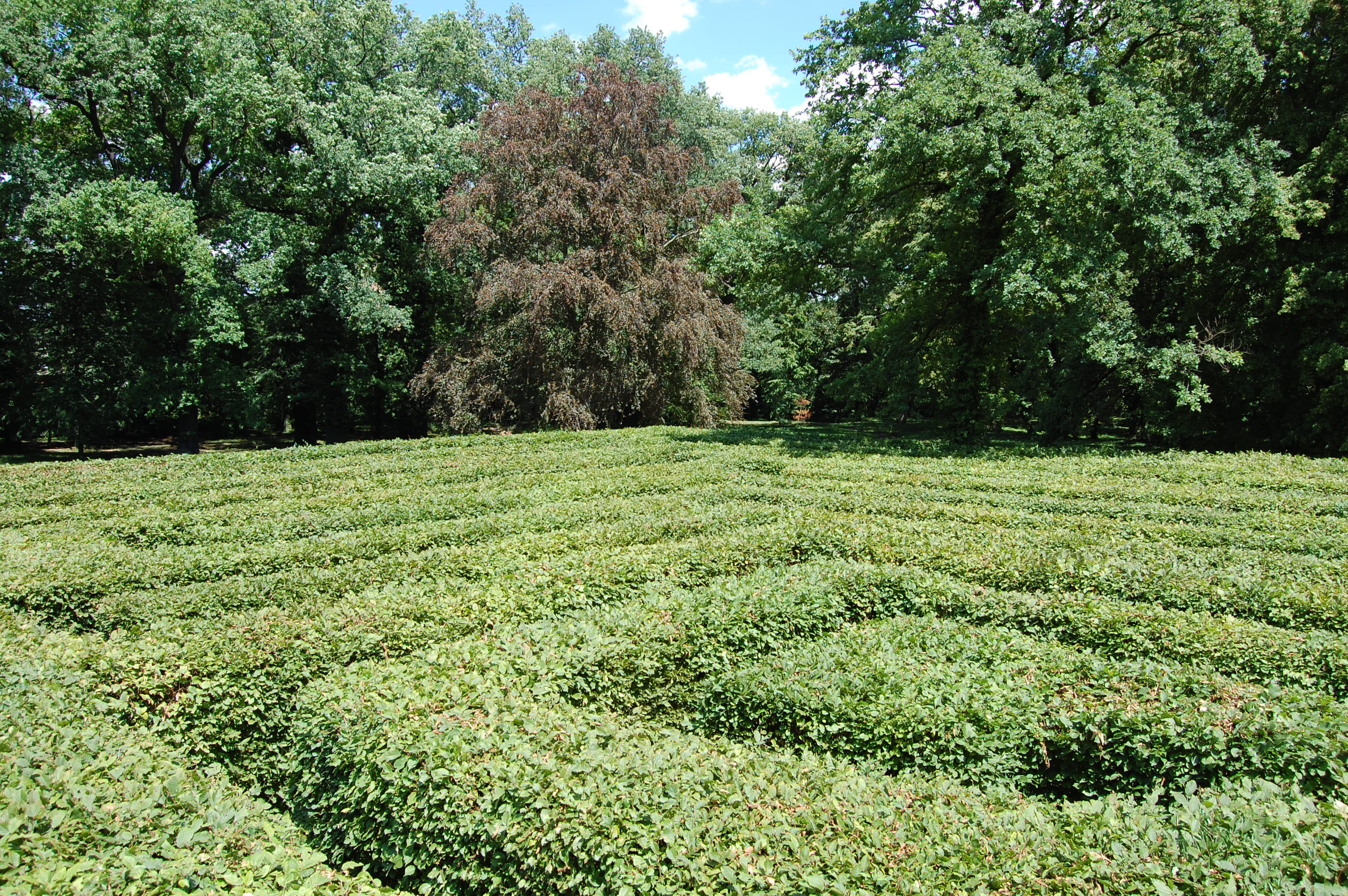
Blick über den Irrgarten

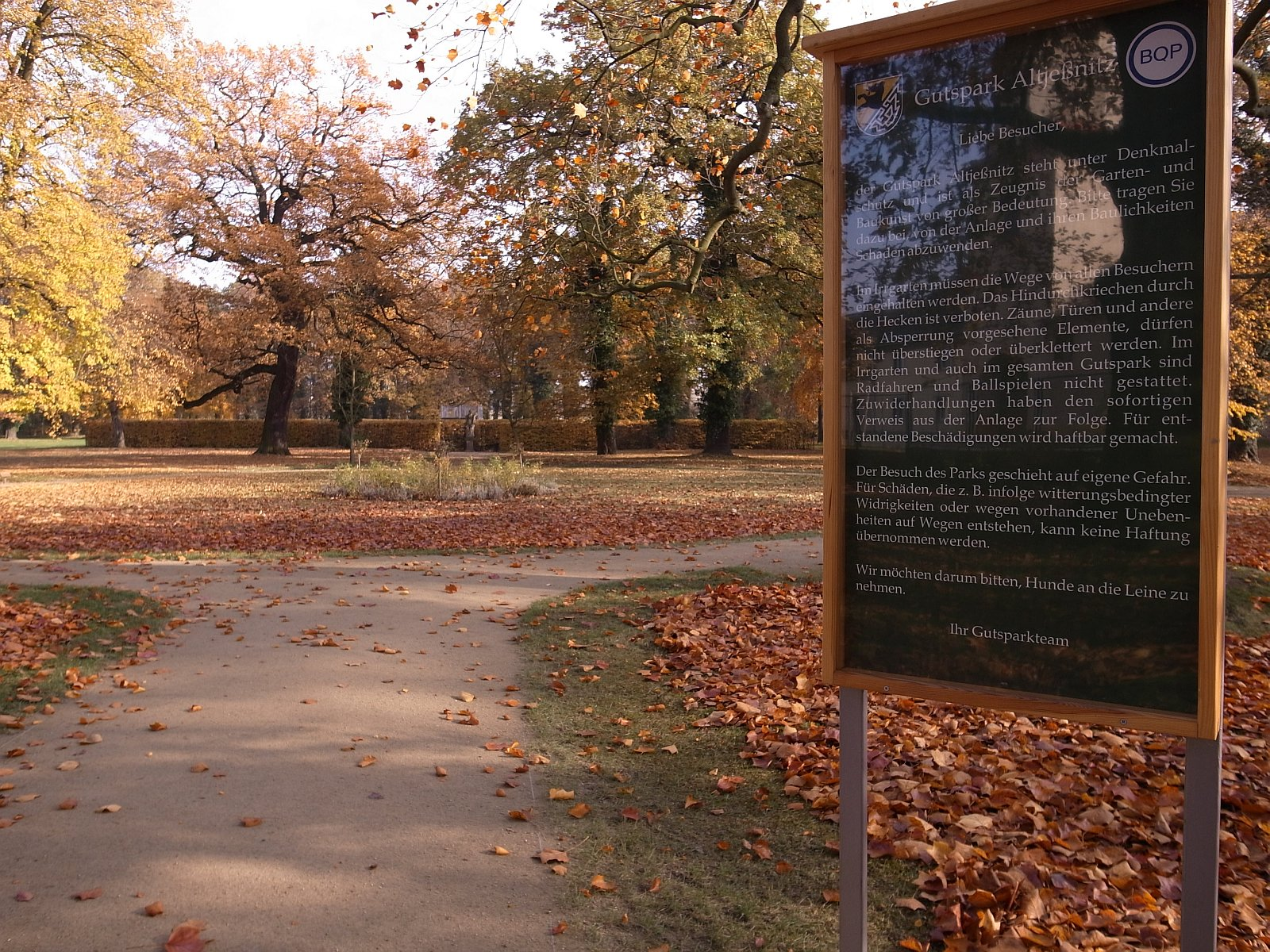
Eingang Irrgarten

Der Irrgarten in Altjeßnitz (Landkreis Anhalt-Bitterfeld) ist ein barocker Hecken-Irrgarten.
Er liegt in dem ehemals zum Altjeßnitzer Schloss gehörenden Park. Dieses wurde 1699 erbaut. Ein Brand im Jahr 1946 zerstörte größere Teile des Schlosses. Im April 1975 folgten Abrissarbeiten. Teile wurden, allerdings deutlich verändert, wieder aufgebaut.
Der Mitte des 18. Jahrhunderts im Auftrag von Leopold Nicolas Freiherr von Ende angelegte Irrgarten mit annähernd quadratischem Grundriss ist mit rund 2600 m² Fläche der größte unter den wenigen erhaltenen historischen Hecken-Irrgärten Deutschlands. Über das genaue Datum seiner Entstehung liegen widersprüchliche Quellen vor. Trotz einiger Veränderungen hat er seinen ursprünglichen Charakter erhalten. Die Hecken bestehen aus zwei Meter hohen Hainbuchen. Es gibt einen Eingang, der auch Ausgang ist und von einer Statue der Ceres, der römischen Göttin des Ackerbaus und der Futterpflanzen, geschmückt wird, sowie eine hölzerne Aussichtsplattform in der Mitte, von der aus der gesamte Irrgarten überblickt werden kann. Der Ur-Entwurf des Irrgartens findet sich in der Garten-Ordnung des thüringischen Landpfarrers Johann Peschel.
Obwohl der kürzeste Weg zum Zentrum nur etwa 400 m misst, ist es eine anspruchsvolle Aufgabe, zum Zentrum zu gelangen. Das kunstvolle Wegenetz weist keine Sackgassen auf. Es existieren rund 250 verschiedene Möglichkeiten, das Ziel zu erreichen; die Gesamtlänge aller Wege beträgt 1230 m. Der Irrgarten steht unter Denkmalschutz und wurde zuletzt 2005 restauriert.
Er gehört zum Netzwerk Gartenträume Sachsen-Anhalt.